# Jerri Bergström
Jerri Arnold Bergström, född 12 mars 1963 i Solna församling, är socialdemokratisk politiker och tidigare fäktare.  Han är sedan 8 september 2020 oppositionsråd och kommunstyrelsens 2:e vice ordförande i Vallentuna kommun. Dessförinnan var han gruppledare och 2:e vice ordförande i fritidsnämnden mellan 2013 och 2020.
Han var tidigare fäktare (värja) på elitnivå, vars främsta meriter är en silvermedalj vid juniorvärldsmästerskapen 1981 och en 6:e plats vid Olympiska sommarspelen 1988.